# SN 2013ek
SN 2013ek, est une supernova de type Ib située dans la galaxie spirale NGC 6984 et découverte en 2013 par le télescope Hubble. C'est la seconde supernova découverte dans cette galaxie, après SN 2012im.